# Il sesso inutile - Viaggio intorno alla donna
Il sesso inutile - Viaggio intorno alla donna è un libro di Oriana Fallaci. Prendendo spunto dalla proposta di Arrigo Benedetti, direttore de L'Europeo, il libro è un'inchiesta che riflette la condizione femminile nel mondo, principalmente in Oriente. Il libro, pubblicato nel 1961 dalla Rizzoli Editore, ebbe un buon riscontro, al punto di essere ristampato più volte e tradotto all'estero, con undici edizioni straniere. 

## Contenuti
(Oriana Fallaci)
L'inchiesta porta Oriana Fallaci dal medio e nell'Estremo Oriente, per passare dagli Stati Uniti d'America e tornare in Italia. Accompagnata dal fotografo Duilio Pallottelli, Oriana Fallaci descrive usi e costumi di società e culture molto diverse da quella occidentale.
Per Oriana Fallaci non è il primo approfondimento sul tema dell'infelicità della donna. Il 23 settembre 1956, agli esordi della sua attività giornalistica, infatti pubblicò un articolo su L'Europeo in cui trattò il caso di Soraya, ripudiata dallo Scià di Persia poiché non riusciva a dargli un erede.

## Titolo
Il titolo, Il sesso inutile, deriva dalla battuta di una giovane amica dell'autrice e viene spiegata nella prefazione del volume: 

## Edizioni
- Oriana Fallaci, Il sesso inutile. Viaggio intorno alla donna, Collezione Zodiaco, Rizzoli, Milano, I ed. aprile 1961, pp. 255.
- Oriana Fallaci, Il sesso inutile. Viaggio intorno alla donna. Prefazione di Giovanna Botteri, Collana Opere di Oriana Fallaci, Milano, BUR, 2009,  pp. XIV-205, ISBN 978-88-17-02835-6.
- id., Il sesso inutile. Viaggio intorno alla donna. Prefazione di Giovanna Botteri, Collana best Bur, BUR, Milano, 2014,